# Meerdervoort
Meerdervoort was een gemeente en heerlijkheid in de provincie Zuid-Holland. De gemeente en het gelijknamige dorp lagen direct ten zuidwesten van Zwijndrecht en bestonden als zelfstandige bestuurlijke eenheid tussen 1811 en 1855. Hierna werd de gemeente samengevoegd met Zwijndrecht.

## Ontstaan
Het dorp ontstond rond 1331, toen de bedijking van de Zwijndrechtse Waard in gang was gezet door graaf Willem III van Holland. Claes Willemszoon van Meerdervoort werd door de graaf met het gebied beleend en bouwde er in 1338 een versterkte hofstede die zou uitgroeien tot het Huis te Meerdervoort. Het gebied werd een ambachtsheerlijkheid.

## Pompe van Meerdervoort
De familie Van Meerdervoort stierf in de 16e eeuw uit. Dochter Geertruyt van Meerdervoort huwde Michiel van Hoorion. Hun zoon Willem overleed in 1608 en weduwe Sophia van Bellinckhuyse verkocht Meerdervoort aan Michiel Pompe.
De familie Pompe ging zich noemen naar haar bezit: Pompe van Meerdervoort. Johan Diederik Pompe van Meerdervoort liet in 1723 het oude huis vervangen door een nieuw herenhuis in classicistische stijl. Johan had meerdere functies: dijkgraaf van de Zwijndrechtse Waard, ambachtsheer van het Cort-Ambacht en Hendrik Ido Ambacht, burgemeester van Dordrecht, en heer van Meerdervoort.
In 1732 stonden er 67 huizen en twee zaagmolens in het dorp.

## Gemeente
In de Franse tijd werd Meerdervoort een gemeente. De twee burgemeesters waren van 1811 tot 1830 Dirk Willem Nibbelink en van 1830 tot 1849 Wouter Dirk Nibbelink. Net als het dijkcollege vergaderde het gemeentebestuur ook in de Steenen Kamer, een herberg die toebehoorde aan het Huis te Meerdervoort. De herberg bood tevens een voetveer naar Dordrecht aan.
Meerdervoort was ook in de 19e eeuw nog een ambachtsheerlijkheid. Nadat Abraham Pompe van Meerdervoort in 1827 was overleden, werd het huis verkocht aan Hendrik Kuipers, in 1840 gevolgd door Julius Bernhard Sichel. Zij waren beide ambachtsman van Meerdervoort.
Het dorp telde 389 inwoners in 1820. In 1848 was het aantal woningen teruggelopen tot 43 waarin in totaal 84 gezinnen woonden, met een inwoneraantal van 400, van wie 15 mensen katholiek waren en de rest hervormd.
In 1855 werd de gemeente Meerdervoort bij Zwijndrecht gevoegd.

## Woningbouw
In 1868 werd de spoorlijn van Dordrecht naar Rotterdam aangelegd, waarmee Meerdervoort in tweeën werd gesplitst.
De gemeente Zwijndrecht kocht in 1902 de heerlijkheid Meerdervoort. Hier werd een nieuwe woonwijk - een tuindorp - met 250 arbeiderswoningen aangelegd door Bouwvereeniging Zwijndrecht, samen met Jurgens Oliefabrieken. In de jaren 30 werd echter al weer begonnen met het afbreken van de kwalitatief slechte huizen en verrees er een nieuwe wijk.